# غاستون لوسا
غاستون لوسا (بالإسبانية: Gastón Losa)‏ هو لاعب كرة قدم أرجنتيني في مركز حراسة المرمى، ولد في 20 أغسطس 1977 في لابلاتا في الأرجنتين. لعب مع خيمناسيا إسغريما دي ميندوزا وديبورتس لاسيرينا وديبورتيفو إسبانول وفيرو كاريل أويستي ولوس أنديس ونادي ألميرانته براون.

## وصلات خارجية
- غاستون لوسا على موقع قاعدة بيانات كرة القدم.إي يو (الإنجليزية)
- غاستون لوسا على موقع Soccerway.com (الإنجليزية)